# Distenia samarensis
Distenia samarensis là một loài bọ cánh cứng trong họ Cerambycidae.